# Sarah Balabagan
Sarah Balabagan, född 16 augusti 1979, är en filippinska som satt i fängelse i Förenade arabemiraten åren 1994–1996, och orsakade stor kontrovers. 1997 gjordes en film om hennes liv.

## Förenade Arabemiraten
Balabagan växte upp i ett muslimskt samhälle på ön Mindanao i södra Filippinerna, i provinsen Sultan Kudarat. Hon var barn i en familj på fjorton personer, där hälften av barnen avled i tidig ålder. Hon sade att hon misshandlades av en farbror som barn.
Som många andra filippinskor lämnade Balabagan familjen för att ta anställning som hembiträde. Hon ljög om sin ålder och fick en plats i staden al-Ayn i Förenade arabemiraten. Den 19 juli 1994 dödade hon sin arbetsgivare, Almas Mohammed al-Baloushi, och högg honom 34 gånger med kniv. Hon påstod att han försökte våldta henne och att hon agerade i självförsvar. Den 26 juni 1995 beslutade en domstol att hon befanns skyldig till dråp, men också att hon våldtagits. Hon dömdes till sju års fängelse och tvingades böta 150 000 emiratiska dirham ($40 000) till offrets anhöriga, och fick samtidigt 100 000 dirham ($27 000) i skadestånd för att hon våldtagits. Den 6 september 1995 meddelade en annan islamsk domstol att inga bevis för våldtäkt fanns, och dömde henne till döden för mord, genom arkebusering. Röster höjdes internationellt till hennes försvar, och hon sågs som en symbol för dålig behandling av hembiträden i länder vid Persiska viken, detta några månader efter att filippinska hembiträdet Flor Contemplacion blivit hängd i Singapore.
Förenade arabemiratens president schejk Zayed benådade henne i utbyte mot skadestånd. Den 30 oktober 1995, under tredje rättegången, dömdes hon till ett års fängelse och 100 slag med käpp, samt att betala skadestånd. Skadeståndet donerades av en filippinsk affärsman. Hon fick 20 slag per dag under fem dagar mellan 30 januari och 5 februari 1996. Filippinernas ambassadör Roy Seneres sade att "Balabagan sagt att det var uthärdligt. Ambassadtjänstemän besökte henne två gånger senare, och såg inga märken eller blåmärken eller rodnad." Hon återvände till Filippinerna den 1 augusti 1996 och välkomnades som hjältinna.

## Film
1997 filmatiserades händelsen, som The Sarah Balabagan Story. Den spelades in i Filippinerna, regisserad av Joel Lamangan, och med Vina Morales i titelrollen. Balabagan erbjöds spela sig själv, men tackade nej. Filippinernas regering försökte förhindra att filmen visades, då det skulle kunna skada relationerna med Förenade arabemiraten och filmpremiären var flera månader försenad. Filmen spelades in på tagalog.

## Senare liv
Strax efter frigivningen försökte sig Balabagan på en karriär som sångerska. Hon medverkade också i ett TV-program med Geri Halliwell. 1998 blev hon mor efter ett kort förhållande med en journalist. I augusti 2003 meddelade hon sin förlovning med Russell Vergara. Hon fick ytterligare två barn och konverterade sedan från islam till kristendomen.